# جعفر صادق علاوي
الدكتور جعفر صادق حسين علاوي أمين الربيعي هو طبيب عراقي، ولد في بغداد عام 1947، شغل منصب وزير الصحة والبيئة في 10 تشرين الأول 2019 بعد استقالة الوزير علاء عبد الصاحب العلوان.
ترأس خلية الأزمة الحكومية الخاصة لمواجهة جائحة مرض كورونا إلى انتهاء حكومة عادل عبد المهدي في العراق.

## روابط خارجية
- السيرة الذاتية للسيد الوزير الدكتور جعفر علاوي